# Clovis-Edmond Masson
Pour les articles homonymes, voir Masson.
Clovis-Edmond Masson, né à Paris le 7 mars 1838 et mort à Villevaudé le 10 septembre 1913, est un sculpteur animalier français.
Clovis Masson est l'élève du sculpteur français Antoine-Louis Barye. Il se spécialise sur la représentation animale. Il utilise le plus souvent comme matériau, le plâtre, la cire ou le bronze.
À partir de 1867, il expose régulièrement au Salon de Paris jusqu'en 1881. Il réalise plus d'une cinquantaine d'œuvres jusqu'en 1909. 
La ville de Nîmes, possède plusieurs sculptures de l'artiste dans son musée municipal.

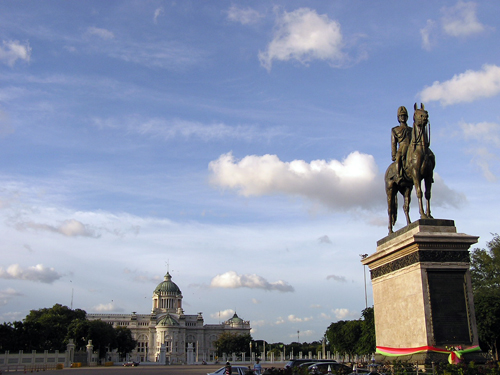
Statue équestre du roi du Siam, à Bangkok, devant le parlement, réalisée par Georges Saulo et Clovis Masson.

## La Statue équestre du roi deSiam
Au début de l’année 1907, le roi Chulalongkorn de Thaïlande désigné sous le nom de Rama V décide de faire ériger un monument à sa gloire dans une vaste esplanade vide sur laquelle s'élèvera bientôt le parlement (qui ne sera achevé qu’en 1915). Rama V embarque pour l’Europe en 1907. Chulalongkorn avait, dès le début, l’idée de faire ériger une statue équestre. Sa visite au château de Versailles, au printemps 1907, achève de le convaincre. Comme celle de Louis XIV, dont la statue trône dans la cour d’honneur du château, Rama V marquerait aussi Bangkok de son empreinte avec sa statue équestre. C’est donc en France que Rama V fait réaliser sa statue. À la mi-juin 1907, le souverain thaïlandais pose pour le sculpteur Georges Saulo dans les ateliers de fonderie des frères Susse, boulevard de la Madeleine à Paris, tandis que le sculpteur Clovis Masson réalisera le cheval destiné à recevoir la statue du roi,.